# Cristina Rossi
Cristina Rossi, född 23 augusti 1823 i Milano, död där 11 april 1913, var en italiensk filantrop och rösträttskvinna. 
Hon var sedan 1860-talet en av de ledande filantroperna i Milano, engagerad i särskilt kvinnofrågor. 
Hon blev 1880, tillsammans med Anna Maria Mozzoni och Paolina Schiff, en av grundarna av Lega promotrice degli interessi femminili. Hon var kallats en av den italienska kvinnorörelsens grundarpionjärer.